# 㹴犬
㹴犬（简称㹴），港澳地區稱為爹利，是一类最初为打猎和消除毒蛇害虫而培育的犬种。它们虽然一般个子较小，却很勇猛，坚强；具有精力充沛，活跃，近乎过度活跃的个性。㹴犬种的大小差别很大，从只有1公斤(约合2磅)到超过32公斤（约合70磅）不等，通常按体型或功能分类。有五个不同的群体，每个群体有多个不同的犬种。现目前最大的㹴犬种是万能㹴（Airedale Terrier）。

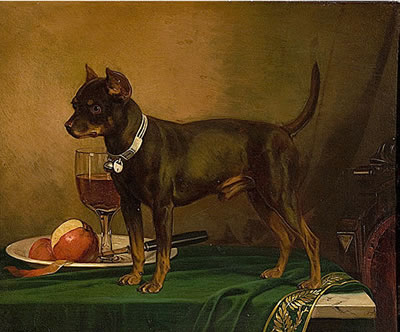
1875年㹴犬（英国玩具㹴）

㹴犬的斗志使它们被利用在所谓的竞赛中。最初，它们被用在像“清鼠穴”这样的比赛中。能以最快速度杀除全窝老鼠的为胜。牛头㹴是特别培育出来用于斗犬的品种。
今天，大多㹴犬都是做宠物狗，是极佳的家庭伴侣犬种。它们普遍对主人忠诚，亲善；但它们的强烈个性需要严格管教。
㹴犬也是大多爱犬协会认可的正式官方犬种，包扩美国爱犬协会（AKC）、澳大利亚国家爱犬协会（ANKC）、加拿大爱犬协会（CKC）、国际爱犬协会（FCI）、英国爱犬协会（KC(UK)）、新西兰爱犬协会（NZKC）和美联爱犬协会（UKC）。
英国以外培育出来的㹴犬品种的地位有一些混乱。比如，迷你雪纳瑞（Miniature Schnauzer）在美国爱犬协会被列为㹴犬，但在英国不被列为此类。波士顿㹴是一种真正的㹴犬，但在美国不被列为㹴犬。西藏㹴和俄罗斯黑㹴虽有“㹴”为名，但只是名字而已，并非㹴犬。

## 犬种历史
大多㹴犬品种都是在英伦三岛培育出来的。它们被用来控制消除地上和地下的老鼠，野兔，和狐狸。大一些的㹴犬被用来猎獾。实际上，英语“terrier” 来自中世纪法语“terrier”源自拉丁语“terra”，土地的意思。但是，凯利蓝㹴（Kerry Blue Terrier）和万能㹴（Airedale），却是尤以捕猎深水中的水鼠和水獭而著称。不久以前，许多的㹴犬也是牧羊犬，比如（Wheaten Terriers）。不同的地方因目的不同，所饲养的㹴犬亦不相同。㹴犬会与猎犬、格斗犬以及其他犬种杂交。在19世纪中叶，随着狗展的出现，新的犬种从较老的犬种中培育而生。

早期㹴犬的野性在体育比赛中被利用。最初，㹴犬会参加一些活动，比如清理一个坑里的老鼠。杀老鼠最快的狗将会赢得比赛。在18世纪，一些㹴犬和猎犬杂交以提高其狩猎能力，还有一些与格斗犬杂交以“增加勇气”。一些㹴犬与格斗犬、斗牛犬的杂交品种，被用于斗狗的娱乐项目中。现代的宠物品种中，如小型斗牛犬，就被FCI列在㹴犬类型下。

当今大多数的㹴犬都被当作伴侣狗和家庭宠物饲养。他们通常会对主人忠诚，但也可能只是需要坚定的“靠山”。

## 遗传分析
2006年的一项关于遗传分析的研究表明，大多数㹴犬属于“现代/狩猎”犬种，这些犬种是19世纪从欧洲同一祖先池中发展而来的。少数㹴犬与波美犬、拉布拉多猎犬和其他大头犬源于獒犬种，而西藏㹴犬和北京犬则源于上古的亚洲和非洲犬种中。

## 种类
在18世纪的英国，㹴犬通常被分为短腿㹴和长腿㹴两个类型。
而现在，㹴犬则按功能或大小分为以下几种类型（非官方分类）：
- 工作㹴：包括钻山㹴和狩猎㹴。
- 玩具㹴
- 牛形㹴

## 图片展示

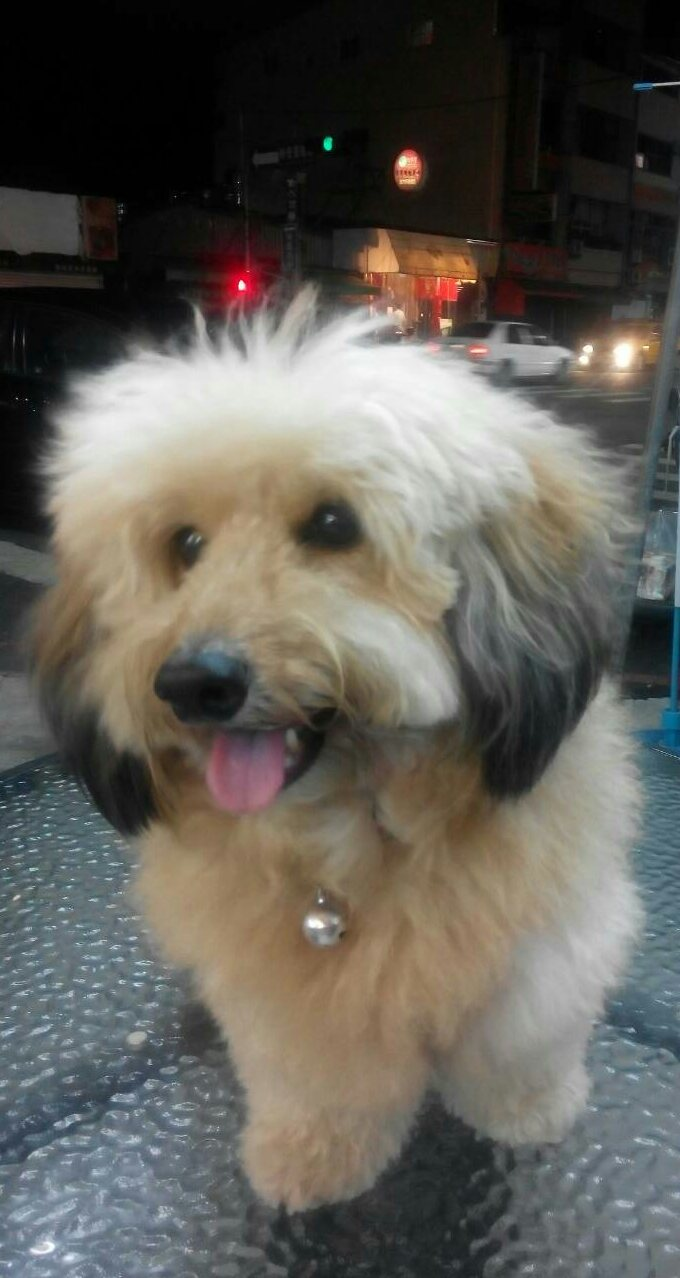

以下为一些不同类型的㹴犬：

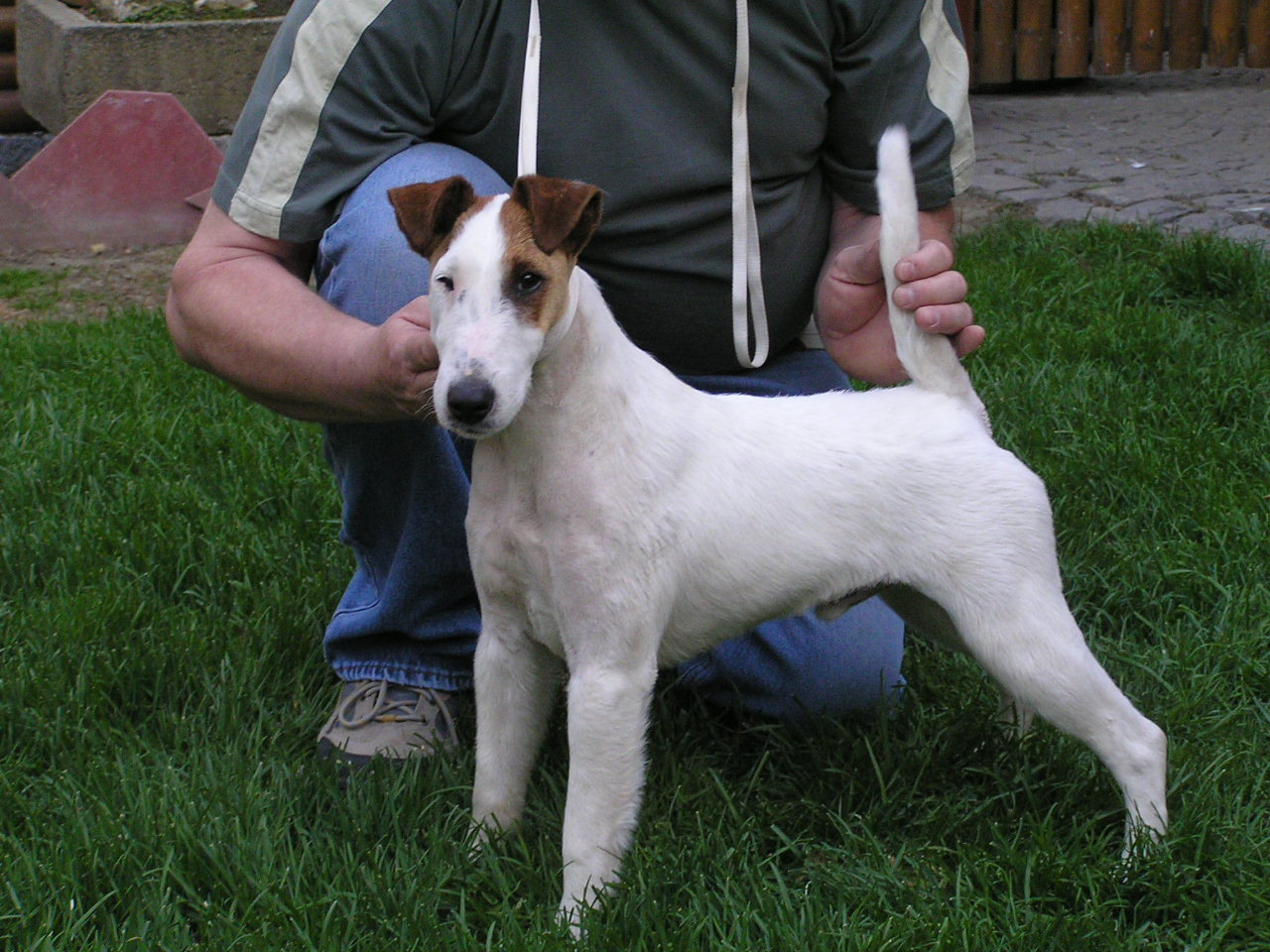
长腿㹴
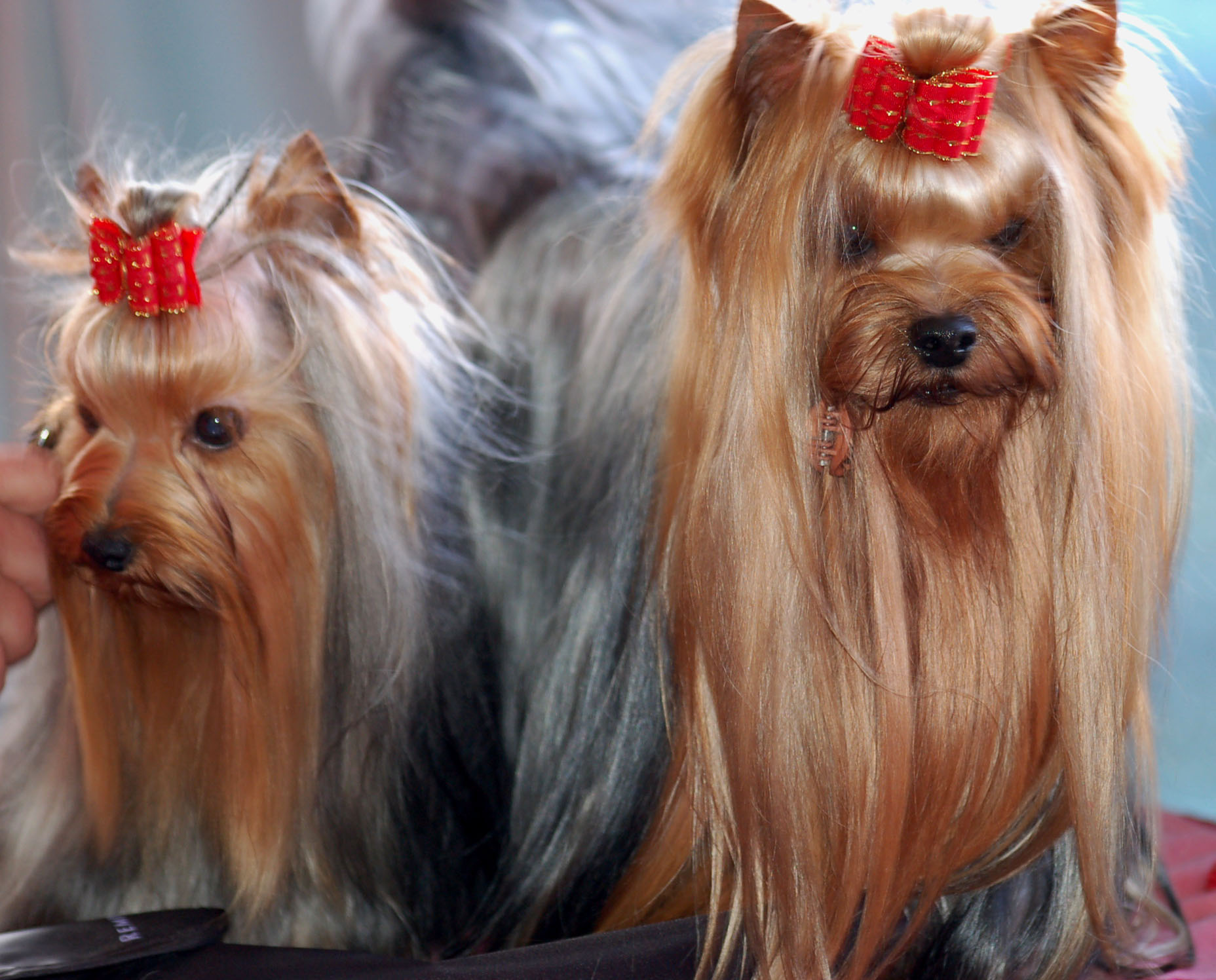
玩具㹴（约克夏㹴）
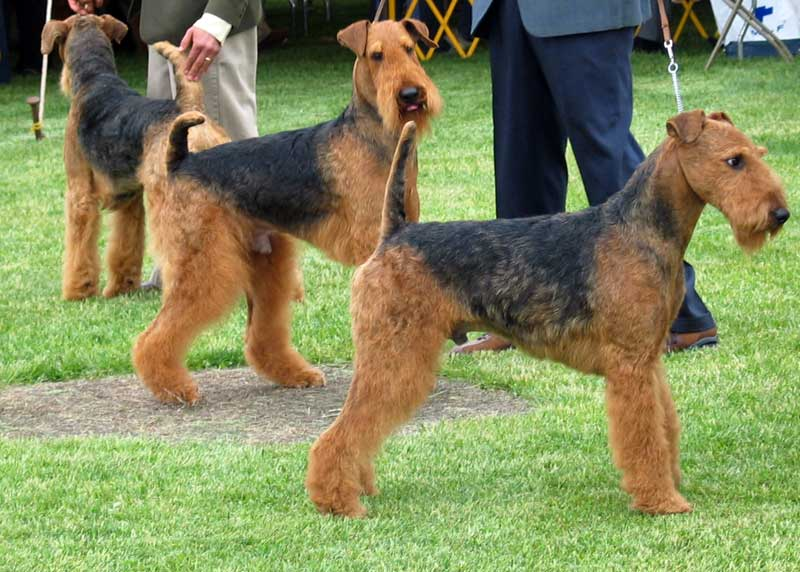
万能㹴（最大的㹴犬）

西藏雪臘斯㹴